# Ammerthal
Ammerthal település Németországban, azon belül Bajorországban. Lakosainak száma 2065 fő (2023. december 31.).

## Népesség
A település népessége az elmúlt években az alábbi módon változott:
| Lakosok száma | 366  | 650  | 975  | 2097 | 2114 | 2101 | 2098 | 2070 | 2104 | 2065 |
|               | 1875 | 1950 | 1975 | 2010 | 2012 | 2013 | 2015 | 2017 | 2021 | 2023 |